# Trichopoda pilipes
Trichopoda pilipes là một loài ruồi trong họ Tachinidae.